# Сант-Яким (шнява)
«Сант-Яким» или «Святой Иоаким» — шнява Балтийского флота Русского царства, одна из шняв типа «Мункер», построенных по чертежам Петра I, участник Северной войны 1700—1721 годов. Шнява находилась в составе флота с 1704 по 1710 год, использовалась для крейсерских плаваний в Финском заливе и сопровождения транспортных судов, принимала участие в действиях флота у Котлина и Кронштадта.

## Описание шнявы
Одна из десяти 14-пушечных шняв типа «Мункер», построенных по проекту Петра I. Длина шнявы по сведениям из различных источников составляла от 21,94 до 22 метров, ширина от 5,6 до 5,63 метра, а осадка от 2,4 до 2,44 метра. Вооружение судна состояло из четырнадцати 3-фунтовых орудий, а экипаж из 70-и человек.
Парусное вооружение шняв типа «Мункер» было создано по чертежам И. Д. Кочета, при этом при вступлении в строй головное судно проекта «Мункер» было одним из самых быстроходных в составе российского флота.

## История
Шнява «Сант-Яким» была заложена на стапеле Олонецкой верфи в 1703 году и после спуска на воду в 1704 году вошла в состав Балтийского Флота России. Строительство судна по чертежам Петра I вёл кораблестроитель ботовой мастер Я. Руловс. В том же году судно было переведено с верфи в Санкт-Петербург.
Принимала участие в Северной войне 1700—1721 годов. С 1705 по 1710 год ежегодно с апреля по октябрь в составе эскадр выходила из Санкт-Петербурга к острову Котлин на Кронштадтский рейд для защиты острова и форта Кроншлот, а также для обучения экипажа. Периодически находилась в крейсерских плаваниях в Финском заливе.
В кампанию 1705 года в июле во время выхода в одно из крейсерских плаваний обнаружила в Финском заливе шведский флот, идущий к Котлину, и вернулась к эскадре c известием о неприятеле. После чего под командованием капитанов А. Симсона и К. Клинкера участвовала в обороне Кроншлота. 4 (15), 6 (17), 10 (21) и 16 (27) июня года принимала участие в отражении атак шведского флота, находясь за линией фрегатов между Котлином и Кроншлотом вместе с другими шнявами.
В кампанию следующего 1706 года с 1 (12) по 14 (25) мая находилась в составе эскадры под командованием вице-адмирала К. И. Крюйса, сопровождавшей транспортные суда к Берёзовым островам.
В кампанию 1710 года принимала участие в походе Балтийского флота к Выборгу.
По окончании службы после 1710 года шнява «Сант-Яким» была разобрана.

## Командиры шнявы
Командирами шнявы «Сант-Яким» в разное время служили:
- капитан А. Симсон (1704—1705 год)[13][14];
- капитан К. Клинкер (1705 год)[15];
- капитан-поручик Я. Попегай (1710 год)[12].

### Комментарии
1. ↑  Также в серию входили шнявы «Мункер», «Дегас», «Копорье», «Ямбург», «Лукс», «Фалк», «Снук», «Феникс» и «Роза»[1].
2. ↑  72 фута[2].
3. ↑  18 футов 6 дюймов[2].
4. ↑  8 футов[2].